# Luzes de Lubbock
As Luzes de Lubbock foram uma formação incomum de luzes vista sobre a cidade de Lubbock no Texas, em agosto e setembro de 1951. O incidente recebeu publicidade nacional nos Estados Unidos e é considerado um dos primeiros grandes casos de OVNIs no país. As luzes de Lubbock foram investigadas pela Força Aérea dos Estados Unidos em 1951. A Força Aérea acreditava inicialmente que as luzes eram causadas por um tipo de pássaro chamado tarambola, mas finalmente concluíram que as luzes "não eram pássaros ... mas não eram naves espaciais ... as luzes de Lubbock foram identificadas positivamente como um fenômeno natural muito comum e facilmente explicável". No entanto, para manter o anonimato do cientista que havia fornecido a explicação, a Força Aérea se absteve de fornecer quaisquer detalhes sobre sua explicação para as luzes.

## Os avistamentos
O primeiro avistamento divulgado das luzes ocorreu em 25 de agosto de 1951, por volta das 21h00 da noite. Três professores da Universidade de Tecnologia do Texas (Texas Tech University) estavam sentados no quintal de uma das casas de um dos professores quando observaram as "luzes" sobrevoarem. Um total de 20 a 30 luzes, brilhantes como estrelas, mas de tamanho maior, voaram pelo quintal em questão de segundos. Os professores imediatamente descartaram os meteoros como uma possível causa para os avistamentos e, ao discutirem os avistamentos, um segundo grupo semelhante de luzes voou acima. Os três professores - Dr. A.G Oberg, engenheiro químico, Dr. W.L Ducker, chefe de departamento e engenheiro de petróleo, e o Dr. W.I Robinson, um geólogo - relataram o avistamento ao jornal local de Lubbock. Após o artigo do jornal, três mulheres em Lubbock relataram que haviam observado "luzes piscantes peculiares" no céu na mesma noite dos avistamentos. O Dr. Carl Hemminger, professor de alemão da Universidade de Tecnologia do Texas, também relatou ter visto os objetos, assim como o chefe do departamento de jornalismo da faculdade. Os três professores ficaram determinados a ver os objetos novamente e talvez descobrir sua identidade. Em 5 de setembro de 1951, os três homens, juntamente com outros dois professores, avistaram novamente as luzes. Segundo o Dr. Grayson Mead, as luzes "pareciam do tamanho de um prato de jantar e eram azul-esverdeadas, de cor ligeiramente fluorescente. Elas eram menores que a lua cheia no horizonte. Havia entre 12 a 15 dessas luzes ... eram absolutamente circulares ... deu a todos nós ... uma sensação extremamente estranha". Mead afirmou que as luzes não poderiam ter sido pássaros, mas ele também afirmou que "passaram tão rápido ... que desejávamos ter uma visão melhor". Os professores observaram uma formação de luzes voando acima de uma nuvem fina a cerca de 2.000 pés (610 metros); isso lhes permitiu calcular que as luzes estavam viajando a mais de 960 km/h.

## As fotografias de Carl Hart Jr.
Na noite de 30 de agosto de 1951, Carl Hart Jr., um calouro da Universidade de Tecnologia do Texas, estava deitado na cama olhando pela janela do quarto quando observou um grupo de 18 a 20 luzes brancas em uma formação de "V". Hart pegou uma câmera Kodak de 35 mm e caminhou até o quintal da casa de seus pais para ver se as luzes voltariam. Mais dois voos passaram e Hart conseguiu tirar um total de cinco fotos antes de desaparecerem. Depois de ter as fotos reveladas, Hart as levou aos escritórios do jornal local de Lubbock. Depois de examinar as fotos, o editor do jornal, Jay Harris, disse a Hart que as imprimiria no jornal, mas que ele "o expulsaria da cidade" se as fotos fossem falsas. Quando Hart garantiu que as fotos eram genuínas, Harris pagou a Hart 10 dólares pelas fotos. As fotografias foram logo reimpressas em jornais de todo o país e impressas na revista Life, dando-lhes ampla publicidade. O laboratório de física da Base da Força Aérea Wright-Patterson, em Ohio, analisou as fotografias de Hart. Após uma extensa análise e investigação das fotos, o tenente Edward J. Ruppelt, supervisor do Projeto Blue Book da Força Aérea, divulgou uma declaração escrita à imprensa de que "nunca foi provado que as fotos de Hart fossem uma farsa, mas tampouco eram genuínas".  Hart tem mantido consistentemente até hoje que as fotos são genuínas. Curiosamente, os professores da Universidade de Tecnologia do Texas alegaram que as fotos não representavam o que haviam visto, pois seus objetos voaram em uma formação de "U" em vez da formação "V" retratada nas fotos de Hart.

## Investigação e controvérsia da Força Aérea
No final de setembro de 1951, o tenente Edward J. Ruppelt leu sobre as luzes de Lubbock e decidiu investigá-las. O Projeto Blue Book, fundado em 1948 como Projeto Sign, foi o grupo de pesquisa oficial da Força Aérea designado para investigar os relatórios de OVNIs. Ruppelt viajou para Lubbock e entrevistou os professores, Carl Hart e outros que alegaram ter testemunhado as luzes. A conclusão de Ruppelt na época era que os professores haviam visto um tipo de pássaro chamado tarambola. A cidade de Lubbock instalou novas luzes de rua a vapor em 1951, e Ruppelt acreditava que as tarambolas, sobrevoando Lubbock em sua migração anual, refletiam nas novas luzes da rua à noite. Testemunhas que apoiaram essa afirmação foram T.E Snider, um fazendeiro local que em 31 de agosto de 1951 havia observado alguns pássaros voando a área; a parte de baixo dos pássaros se refletia na luz. Outra testemunha, Joe Bryant, estava sentado do lado de fora de sua casa com sua esposa em 25 de agosto - na mesma noite em que os três professores viram as luzes pela primeira vez. Segundo Bryant, ele e a esposa viram um grupo de luzes sobrevoar o céu e depois outros dois voos. Como os professores, eles ficaram perplexos com os objetos, mas quando o terceiro grupo de luzes passou, eles começaram a circular na casa dos Bryants. Bryant e sua esposa notaram que as luzes eram realmente as tarambolas e também as ouviam.  Além disso, o Dr. J. Allen Hynek, um astrônomo e um dos consultores científicos do Projeto Blue Book, entrou em contato com um dos professores em 1959 e soube que o professor, após uma cuidadosa pesquisa, concluiu que ele estava realmente observando as tarambolas. No entanto, nem todos concordaram com esta explicação. William Hams, o principal fotógrafo do jornal local de Lubbock, tirou várias fotos noturnas de pássaros voando sobre as luzes da cidade e descobriu que ele não podia duplicar as fotos de Hart - as imagens eram muito escuras para serem desenvolvidas.  Dr. J.C Cross, chefe do departamento de biologia da Universidade de Tecnologia do Texas, descartou a possibilidade de que os pássaros teriam causado as aparições. Um guarda-caça entrevistado por Ruppelt considerou que os avistamentos não poderiam ter sido causados por tarambolas, devido à sua baixa velocidade (80 km/h) ou à tendência de voar em grupos muito menores que o número de objetos relatados pelas testemunhas oculares. O Dr. Grayson Mead, que observou também as luzes, contestou fortemente a explicação da tarambola: "esses objetos eram grandes demais para qualquer pássaro". Em seu livro de 1956, The Report on Unidentified Flying Objects, Ruppelt rejeitou a hipótese da tarambola, mas se recusou a dizer quais eram as luzes: "Eles não eram pássaros, não era luz refratada, mas não eram naves espaciais. As luzes ... foram identificadas positivamente como um fenômeno natural muito comum e facilmente explicável. É uma pena que não posso divulgar ... a maneira como a resposta foi encontrada ... Contar a história levaria a identidade do cientista que "finalmente encontrou a resposta" e ... prometi ao homem o anonimato completo".